# قانون الفائدة العكسية

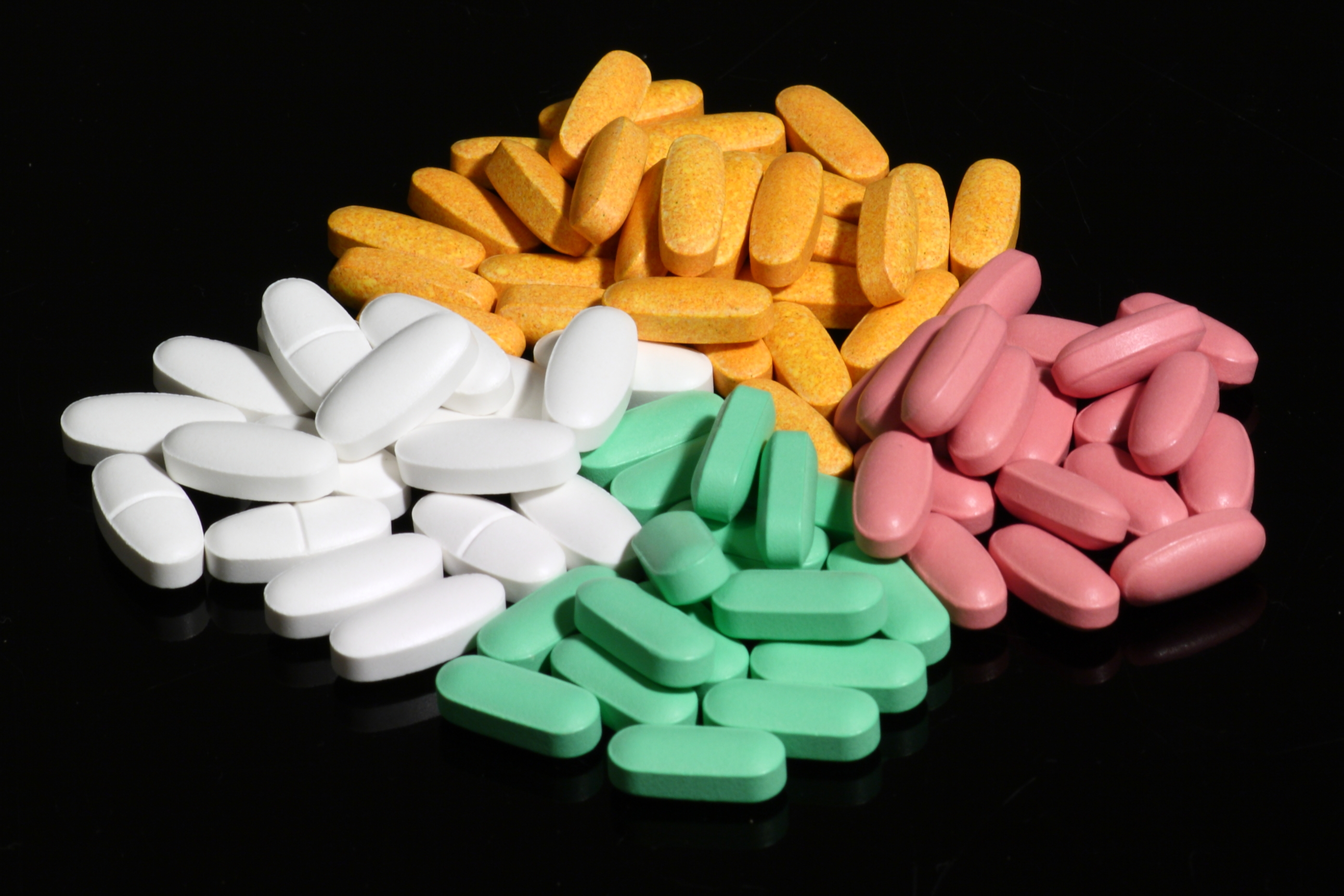

ينص قانون الفائدة العكسية على أن نسبة الفوائد إلى الأضرار للعقاقير الجديدة التي يتناولها المرضى تميل إلى التفاوت عكسيًا مع مدى كثافة تسويق هذه العقاقير. وقد قام أمريكيان، وهما هوارد برودي (Howard Brody) ودونالد لايت (Donald Light) بتعريف قانون الفائدة العكسية المُستوحى من قانون تودر هارت العكسي للرعاية.
حينما يكون العقار مسببًا لاضطراب خطير، يكون أقل فعالية حيث إنه يُوصف للحالات الأقل خطورة (الحالات الخفيفة) وللحالات الأخرى التي لم يتم اعتماد العقار لها. عندما تصبح الفعالية مخففة بشكلٍ أكبر، تزيد مخاطر الآثار الجانبية المضرة؛ ومن ثم تصبح نسبة الفائدة إلى الضرر أسوأ كلما تم تسويق العقار على نطاقٍ أوسع.
يسلط قانون الفائدة العكسية الضوء على الحاجة إلى إجراء بحوث الفعالية المقارنة وغير ذلك من الإصلاحات الأخرى التي تهدف إلى تحسين وصف العقار بناءً على الأدلة.

## الوضع
يتمثل القانون في ست استراتيجيات تسويقية أساسية:
- تقليل بدايات تشخيص المرض،
- الاعتماد على نهايات بديلة،
- المبالغة في مطالب الأمن،
- المبالغة في متطلبات الفعالية،
- خلق أمراض جديدة،
- تشجيع الاستخدامات غير المقبولة.

## التأثير
كثير من أضرار العقاقير الجديدة غير متوقعة، كما أنها قد تصل في خطورتها إلى حد الموت. ولهذا، ترشح كثير من المنظمات مثل «ورست بيل، بيست بيل(Worst Pill, Best Pill)»  عدم استخدام أو وصف أية أدوية جديدة قبل تواجدها في الأسواق لمدة لا تقل عن عشر سنوات (عدا في الحالات القليلة جدًا والتي تتعلق بالأدوية المهمة حقًا والتي تقوم بحل المشكلات التي لم يتم حلها فيما مضى).
ينبغي على شركات الأدوية، ولجنة القيم، ومنظمات سلامة المرضى أن تأخذ في الاعتبار: 
- ضرورة المطالبة بإجراء التجارب السريرية لفتراتٍ طويلة؛ وذلك حتى يتم التأكد من الآثار الجانبية، وتسجيل جميع ردود الفعل السلبية، ومن ضمنها الأشخاص الذين ينسحبون من الدراسة.[4]
- زيادة ما يتم دفعه للشركات لإنتاج عقاقير جديدة بناءً على مدى الفائدة التي تقدمها هذه العقاقير للمرضى مقارنةً بالعقاقير الموجودة بالفعل، وتسويق العقاقير الجديدة تبعًا لقيمتها (نسبة الفوائد إلى الأضرار والتسويق).[5]
- الأخذ في الاعتبار أن السوق قد يمثل قوة مضادة للاستخدام الأمثل للأدوية.[6]

## وصلات خارجية
- Donald W. Light نسخة محفوظة 23 فبراير 2020 على موقع واي باك مشين.
- Equipo CESCA
- الشكوك الصحية
- أسوأ أقراص، أفضل أقراص (Worst Pills, Best Pills)